# 拉塔路圣母堂

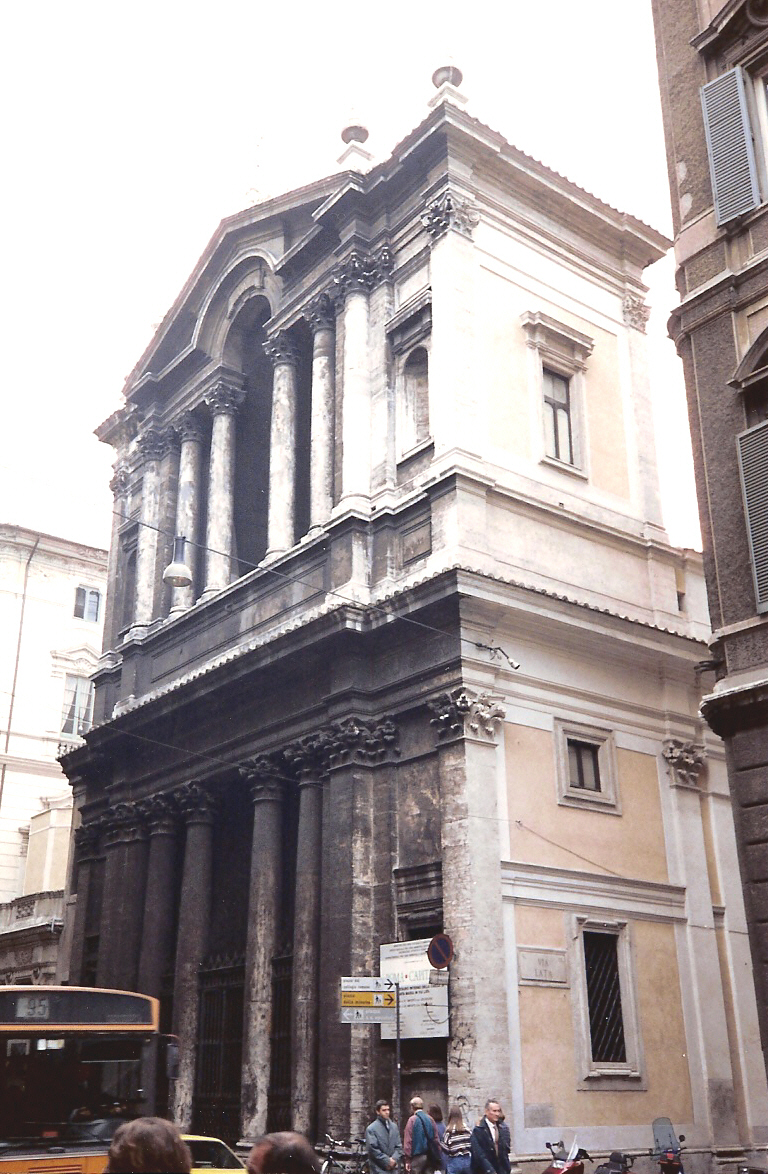
拉塔路圣母堂

拉塔路圣母堂（Santa Maria in Via Lata）是意大利罗马的一座聖堂，位于科尔索路（古代的拉塔路）。該堂有次級宗座聖殿的地位，也是執事級樞機領銜聖堂。 

## 历史
据称，圣保禄在这里度过了两年时间，在聖堂旁边的地下室软禁，等待接受审判。这与律規聖保祿堂（San Paolo alla Regola ）的说法相冲突。又有说法提到，保禄的秘书路加，伯多禄的门徒圣马提亚，圣若望和圣伯多禄。
这里的第一个基督教礼拜场所是5世纪的一个小堂，建在现在聖堂的下面，一个罗马大型仓库遗址内，约250米长。9世纪，该聖堂增建了上层。下层的壁画绘于第7到第9世纪。 
该聖堂的13世纪圣母像据说发生许多奇迹，3世纪殉教的执事亚加（Agapitus）的遗体躺在它下面。1491年，为了重建聖堂，拆除了此处戴克里先皇帝所建的诺瓦斯拱门（Arcus Novus，303-304年）。Antonio Tebaldeo（1453年至1537年），诗人和拉斐尔的朋友，在1537年被安葬在北侧走道末端，尽管他的墓是在1776年设计的。
这座聖堂在1639年由科西莫·凡扎戈整修，但强调垂直的立面与科林斯柱，宛如凯旋门，由彼得罗·达·科托纳设计，完成于1658年至1660年。正祭台圣母像Madonna Advocata（1636年）是济安·贝尼尼的画作。后殿的聖體盒是用雪花石膏和青金石制成。该遗址的第一次发掘也发生在这个日期。约瑟夫·波拿巴和吕西安·波拿巴两家18世纪被埋葬在这里。
第一个祭坛画是贾钦托·布兰迪的《圣安德肋殉教》（1685年），第二个祭坛画是朱塞佩Ghezzi的《圣若瑟、尼古拉和比亚焦》。在后殿左侧的小堂，是乔瓦尼Odazzi的《圣母子与圣西连克和圣加大肋纳》。左边第二个祭台是Pier Leone Ghezzi的《圣保禄为萨宾和孩童施洗》，而第一个祭坛画是彼得罗·佩特里的《圣母和圣徒》。